# Crostini

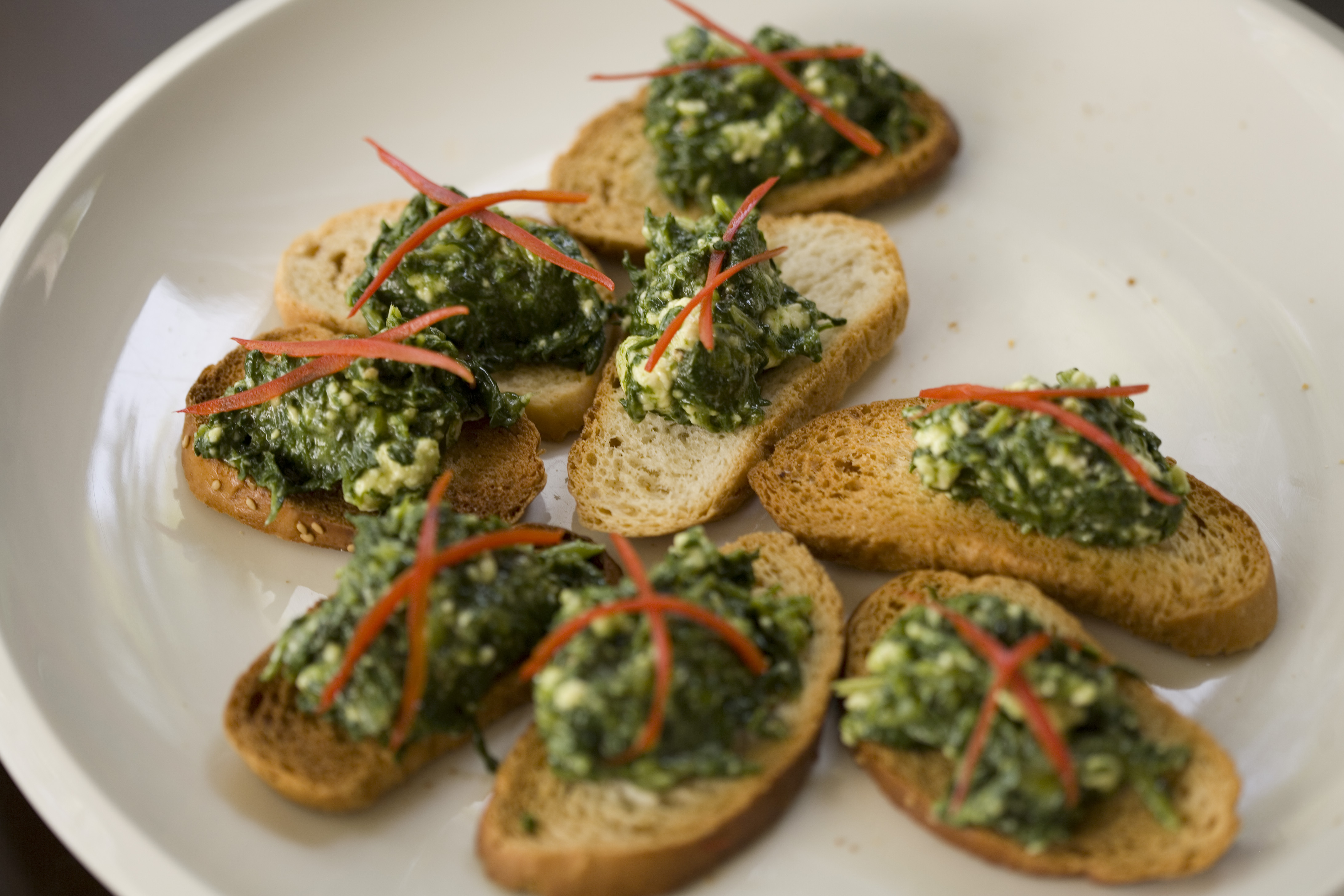
Crostini de queso y espinaca.

Los crostini (‘tostaditas’ en italiano) es un aperitivo italiano consistente en pequeñas rodajas de pan tostado o a la parrilla con ingredientes encima. Estos pueden incluir una variedad de diferentes quesos, carnes y verduras, o pueden presentarse de forma más sencilla con un poco de aceite de oliva y hierbas o una salsa. Los crostini se hacen típicamente con baguete francesa o italiana, y a menudo se sirven con vino.
Junto a la bruschetta, se cree que los crostini surgieron en la Edad Media, cuando era típico que los campesinos italianos tomaran su comida sobre rodajas de pan en lugar de usar vajilla.